# Este corazón
Este corazón è un singolo del gruppo musicale messicano RBD, pubblicato nel 2006 ed estratto dal secondo album in studio del gruppo Nuestro amor.

## Tracce
1. Este corazón